# 해피라인 후쿠이선
해피라인 후쿠이선(일본어: ハピラインふくい線)은 후쿠이현 쓰루가시의 쓰루가역에서 이시카와현 가가시의 다이쇼지역까지를 연결하는 해피라인 후쿠이의 철도선이다.

## 역사
- 2024년 3월 16일: 호쿠리쿠 신칸센 가나자와 ~ 쓰루가 구간 연장 개통에 따라 쓰루가역부터 다이쇼지역까지 서일본 여객철도(JR 서일본) 호쿠리쿠 본선으로부터 이관.

## 역 목록
- (화): 화물역
- 정차역
  - 보통: 모든 여객역에 정차
  - 쾌속: ● 표시 역은 모든 열차 정차, ↑ 표시 역은 통과 (위 열차에만 운전)

| 전기 방식 | 역명              | 일어 역명   | 역간 거리 | 영업 거리 | 쾌속 | 접속 노선 | 소재지     | 소재지                |
| --------- | ----------------- | ----------- | --------- | --------- | ---- | --- | ---------- | --------------------- |
| 직류      | 쓰루가            | 敦賀◇       | -         | 0.0       | ●    | 서일본 여객철도: 호쿠리쿠 신칸센・호쿠리쿠 본선 (오미시오쓰 방면)・오바마 선 일본화물철도: 호쿠리쿠 본선화물 지선             | 후쿠이 현  | 쓰루가 시             |
| 교류      | 미나미이마조      | 南今庄      | 16.6      | 16.6      | ↑    | | 후쿠이 현  | 난조군 미나미에치젠정 |
| 교류      | 이마조            | 今庄        | 2.6       | 19.2      | ●    | | 후쿠이 현  | 난조군 미나미에치젠정 |
| 교류      | 유노오            | 湯尾        | 3.6       | 22.8      | ↑    | | 후쿠이 현  | 난조군 미나미에치젠정 |
| 교류      | 난조              | 南条        | 3.5       | 26.3      | ●    | | 후쿠이 현  | 난조군 미나미에치젠정 |
| 교류      | 오시오            | 王子保      | 4.5       | 30.8      | ↑    | | 후쿠이 현  | 에치젠시              |
| 교류      | 다케후            | 武生        | 4.3       | 35.1      | ●    | 후쿠이 철도: 후쿠부 선 …에치젠다케후 역                                                                                       | 후쿠이 현  | 에치젠시              |
| 교류      | 사바에            | 鯖江        | 5.2       | 40.3      | ●    | | 후쿠이 현  | 사바에시              |
| 교류      | 기타사바에        | 北鯖江      | 3.2       | 43.5      | ↑    | | 후쿠이 현  | 사바에시              |
| 교류      | 오도로            | 大土呂      | 4.7       | 48.2      | ↑    | | 후쿠이 현  | 후쿠이시              |
| 교류      | 에치젠하난도      | 越前花堂    | 3.2       | 51.4      | ↑    | 서일본 여객철도:에쓰미호쿠 선(구즈류 선)                                                                                      | 후쿠이 현  | 후쿠이시              |
| 교류      | (화) 미나미후쿠이 | (貨) 南福井 | 0.8       | 52.2      | ↑    | | 후쿠이 현  | 후쿠이시              |
| 교류      | 후쿠이            | 福井        | 1.8       | 54.0      | ●    | 서일본 여객철도: 호쿠리쿠 신칸센 에치젠 철도: 가쓰야마에이헤이지 선・미쿠니아와라 선 후쿠이 철도: 후쿠부 선 후쿠이에키마에 역 | 후쿠이 현  | 후쿠이시              |
| 교류      | 모리타            | 森田        | 5.9       | 59.9      |      | | 후쿠이 현  | 후쿠이시              |
| 교류      | 하루에            | 春江        | 2.3       | 62.2      |      | | 후쿠이 현  | 사카이시              |
| 교류      | 마루오카          | 丸岡        | 3.8       | 65.9      |      | | 후쿠이 현  | 사카이시              |
| 교류      | 아와라온센        | 芦原温泉◇   | 5.7       | 71.7      |      | 서일본 여객철도: 호쿠리쿠 신칸센                                                                                              | 후쿠이 현  | 아와라시              |
| 교류      | 호소로기          | 細呂木      | 3.8       | 75.5      |      | | 후쿠이 현  | 아와라시              |
| 교류      | 우시노야          | 牛ノ谷      | 3.1       | 78.6      |      | | 후쿠이 현  | 아와라시              |
| 교류      | 다이쇼지          | 大聖寺      | 5.7       | 84.3      |      | IR 이시카와 철도 IR 이시카와 철도선                                                                                           | 이시카와현 | 가가시                |